# 載
載（さい）は、漢字文化圏における数の単位の一つ。載がいくつを示すかは時代や地域により異なるが、現在一般的に行われている万進法では 1044 を示す。

## 概要
後漢の徐岳の著と伝えられる『数術記遺』や北周の甄鸞『五経算術』には、載までの位の命数法が記載されており、また「下数」「中数（万万進）」「上数」の3つの位取り方法を記している。
載は、下数では 1014、上数では {\displaystyle 10^{4\times 2^{10}}=10^{4096}}、中数の万万進では 1080、万進では 1044 となる。元の朱世傑による『算学啓蒙』で載を超える極以上の位が加えられた。
日本で初めて命数を体系的に説明した『塵劫記』の1627年の初版では、載までを下数としていた。よって載は 1014 となる。その後、1631年（寛永8年）版で載以下を万進とし、載は 1044 となった。

## 命数の一覧表
載の位および前後の位の命数は以下のようになる。上数は数が非常に多いので、一部のみを表示している。
| 下数 | 下数             | 万進（現在） | 万進（現在） | 万万進 | 万万進           | 上数   | 上数                     |
| ---- | ---------------- | ------------ | ------------ | ------ | ---------------- | ------ | ------------------------ |
| 1013 | 正               | 1040         | 一正         | 1072   | 一正             | 102048 | 一正                     |
| 1014 | 載               | —            | —            | —      | —                | —      | —                        |
| 1015 | 極（塵劫記初版） | 1043         | 千正         | 1079   | 千万正           | 104095 | 千万億兆京垓𥝱穰溝澗正   |
| —    | —                | 1044         | 一載         | 1080   | 一載             | 104096 | 一載                     |
| —    | —                | 1045         | 十載         | 1081   | 十載             | —      | —                        |
| —    | —                | 1046         | 百載         | 1082   | 百載             | 106144 | 一正載                   |
| —    | —                | 1047         | 千載         | 1083   | 千載             | —      | —                        |
| —    | —                | 1048         | 一極         | 1084   | 一万載           | 108191 | 千万億兆京垓𥝱穰溝澗正載 |
| —    | —                | —            | —            | 1085   | 十万載           | —      | —                        |
| —    | —                | —            | —            | 1086   | 百万載           | —      | —                        |
| —    | —                | —            | —            | 1087   | 千万載           | —      | —                        |
| —    | —                | —            | —            | 1088   | 一極（算学啓蒙） | —      | —                        |

なお、「千載一遇」の載は年（歳）のことであり、千載は千年のことである。

## 使用例
n! − 1 型の階乗素数
38! - 1 = 523022617466601111760007224100074291199999999.
5載2302正2617澗4666溝111穣1760𥝱72垓2410京74兆2911億9999万9999.
倍積完全数
発見されている最大の4倍完全数
15載9845正5815澗9646溝6510穣4598𥝱2247垓7734京3146兆0752億1877万1968.
組み合わせ
ルービックリベンジ（4×4×4）の組み合わせ
74載119正6841澗5649溝186穣9874𥝱939垓7449京8574兆3360億通り